# Allan McLean (homme politique australien)
Pour les articles homonymes, voir Allan McLean et McLean.
Allan McLean, né le 3 février 1840 à Oban et mort le 13 juillet 1911 à Melbourne, est un homme politique australien.

## Biographie
Né dans les Hautes-Terres d'Écosse, il est le fils de fermiers pauvres qui émigrent en Australie lorsqu'il est encore bébé pour échapper à un hiver particulièrement rude. La famille sont parmi les premiers colons dans la région rurale du Gippsland, dans le Victoria, et s'y établissent comme fermiers ovins.
Fermier à son tour, Allan McLean est élu en 1880 à l'Assemblée législative du Victoria. De 1890 à 1893 il est ministre des Terres et des Travaux publics du Victoria, dans les gouvernements de James Munro (en) puis de William Shiels (en). Profitant de l'absence de majorité parlementaire du Premier ministre George Turner, il obtient sa démission et lui succède en novembre 1899, et dirige le gouvernement du Victoria pendant un an avant de perdre les élections législatives en novembre 1900.
Opposé à l'unification de l'Australie en fédération car il défend les intérêts spécifiques des communautés rurales du Victoria, il n'en est pas moins élu député du Gippsland à la Chambre des représentants de l'Australie aux premières élections fédérales en 1901, avec l'étiquette du Parti protectionniste. Il soutient le droit de vote des femmes pour des raisons conservatrices, estimant qu'il consolidera les valeurs familiales. D'août 1904 à juillet 1905 il est vice-Premier ministre d'Australie et ministre du Commerce extérieur et des Douanes dans le gouvernement de coalition de la droite anti-travailliste, une coalition constituée paradoxalement du Parti pour le libre-échange (mené par le Premier ministre George Reid) et de la faction conservatrice du Parti protectionniste.
Il perd son siège de député en étant battu dans sa circonscription aux élections de 1906, et meurt cinq ans plus tard « après plusieurs mois de maladie ».